# Astragalus duchesnensis
Astragalus duchesnensis är en ärtväxtart som beskrevs av Marcus Eugene Jones. Astragalus duchesnensis ingår i släktet vedlar, och familjen ärtväxter. Inga underarter finns listade i Catalogue of Life.